# اسونا تاناكا
اسونا تاناكا (田中 明日菜) (23 أبريل 1988 في ساكاي في اليابان – )؛ هي لاعبة كرة قدم كانت تلعب كلاعب وسط. ولعبت مع منتخب اليابان لكرة القدم للسيدات.

## وصلات خارجية
- اسونا تاناكا على موقع الاتحاد الدولي (مؤرشف)  (الإنجليزية)
- اسونا تاناكا على موقع الاتحاد الأوربي (الإنجليزية)
- اسونا تاناكا على موقع قاعدة بيانات كرة القدم.إي يو (الإنجليزية)
- اسونا تاناكا على موقع Soccerway.com (الإنجليزية)
- اسونا تاناكا على موقع عالم كرة القدم.نت (الإنجليزية)
- اسونا تاناكا على موقع أوليمبيديا (الإنجليزية)